# Schindleria brevipinguis
Schindleria brevipinguis is een vissensoort behorende tot de orde der Perciformes. Schindleria brevipinguis leeft in het Groot Barrièrerif nabij Australië, en in het Osprey Reef, eveneens nabij Australië.
Het eerste exemplaar van de soort werd in 1979 al ontdekt, maar pas in 2004 werd het diertje pas echt beschreven.
Schindleria brevipinguis is met een maximale grootte van 8,4 mm (de mannetjes worden zelfs maar maximaal 7 mm lang) de een na kleinste vis en gewervelde ter wereld, en voordat Paedocypris progenetica (6,2 mm) in 2006 werd ontdekt zelfs de kleinste. Schindleria brevipinguis weegt tevens slechts één milligram en is daarmee één der lichtst wegende gewervelde soorten ter wereld.
Schindleria brevipinguis heeft geen tanden, schubben en vinnen, maar wel relatief grote ogen. Een ander kenmerk van Schindleria brevipinguis is dat het tussen de 23 en 60 dagen volwassen wordt. De bekendste Nederlandse verwanten van het diertje zijn het dikkopje en de brakwatergrondel.